# Bocadillo (dulce)
El bocadillo o dulce de guayaba, es una confitura que se prepara con pulpa de guayaba, panela de caña de azúcar o azúcar refinada, que puede envolverse en hojas de bijao, maíz o plátano. Es semejante al dulce de membrillo y al ate.
En Colombia se prepara con pulpa de guayaba y suele combinarse con quesos o dulce de leche. En Ecuador, Panamá y  Venezuela además de la guayaba puede usarse banano, piña y plátano. En Costa Rica se elabora principalmente a base de guayaba, aunque también hay de otras frutas como fresa, moras, membrillo, piña y pomelo; e incluso verduras como el camote, que se comen de muchas formas o para acompañar quesos y cajetas. En Brasil se llama goiabada.

## Colombia
En el departamento de Santander se fabricaba la conserva desde 1610. Desde 1870 se desarrolló la producción de jalea y postres de guayaba. A partir de 1950 comenzó la verdadera industrialización del bocadillo veleño.
Los ingredientes se cocinan en agua a fuego bajo y removiendo constantemente, resultando una masa de contextura gruesa, semejante al dulce de membrillo.
Tradicionalmente, se fabrica cortándolo en bloques de 5x3x2 centímetros, aunque estas medidas pueden variar según el fabricante. Los rectángulos se envuelven en hojas secas de bijao o mazorca y se disponen en cajas de madera rústica, cuando la fabricación es artesanal. Los elaborados en forma industrial y sobre todo destinados al mercado interno o de exportación suelen ser envueltos en hojas de plástico y embalados en cajas de cartón.
Existen algunas variantes industriales de este dulce, que alternan capas del dulce de guayaba con dulce de leche y también existen de plátano, cidra, leche, coco, entre otros ingredientes. Asimismo, muchos de ellos vienen cubiertos de azúcar.

### Bocadillo veleño
El bocadillo veleño es la denominación de origen de una variante regional colombiana del dulce. En Colombia, la provincia de Vélez, departamento de Santander, es considerada el principal centro de fabricación debido a la alta producción tanto artesanal como industrial de bocadillo y las grandes plantaciones de guayaba existentes en la región.
Es una pasta o conserva resultante de la mezcla de guayabas maduras y panela o azúcar, la cual mediante cocción logra una contextura dura y un color rojo brillante. El producto tradicional tiene forma de bloques pequeños con dos bandas delgadas de pasta clara elaboradas con guayaba blanca, y una banda gruesa central de pasta roja, elaborada con guayaba roja. El bocadillo veleño tradicional es empacado individualmente en hojas de bijao, las cuales conservan el producto y le dan un aroma y un gusto característicos.
En la región de origen del bocadillo veleño, en los municipios de Vélez, Barbosa, Guavatá y Puente Nacional, en el departamento de Santander, Moniquirá, en el departamento de Boyacá, Facatativá, Villeta y Zipaquirá en el departamento de Cundinamarca, existe una concentración de 131 fábricas y 500 agroindustrias rurales lo producen y distribuyen a diferentes partes de Colombia y a algunos mercados de exportación en Estados Unidos, Venezuela, América Central y Europa. Aunque el bocadillo se produce en otras regiones, la forma particular de elaboración y presentación del bocadillo veleño y la tradición en torno a su producción, de cerca de 200 años, permiten catalogarlo como un producto que puede ser certificado con denominación de origen.
Unas 15 000 familias se dedican a la agroindustria del bocadillo, desde la recolección de la fruta hasta su elaboración y distribución para consumo final.
En 2006, el bocadillo veleño fue nominado como símbolo cultural de Colombia en el concurso organizado por la revista Semana con el apoyo de Caracol TV, el Ministerio de Cultura y Colombia es pasión.
Reconocimiento de la Unión Europea al bocadillo veleño como producto 100% colombiano
En 2022, después de aproximadamente 5 años, la Unión Europea reconoce que el producto es completamente colombiano incluyéndolo en el listado de indicaciones geográficas de los productos alimenticios y agrícolas, que son parte del  acuerdo comercial que Colombia y los países europeos tienen aplicado desde 2013.